# トゥルク空港
トゥルク空港は、フィンランド西スオミ州の州都トゥルクにある空港。

## 概要
トゥルク中心街の北約7Kmの環状道路沿いに位置し、中心街との間には20分毎に路線バスが運行されている。1935年にアルツカイネン (Artukainen) 地区にフィンランド初の民間空港として開港、1955年に現在地に移転した。
2008年には318,097人の乗客が利用し、4,695トンの貨物取扱があった。フィンランド国内の空港の規模としては乗降客数ベースで第5位、貨物取扱量では第2位となっている。
旅客ターミナルは2つあり、第2ターミナルは主にハンガリーの格安航空会社のウィズエアーが使用している。空港周辺は物流基地「Logicity」として開発が進み、ASL航空ベルギーがハブ空港として貨物便を運航している。

## 就航路線

### 第1ターミナル発着
- ウィンゴエクスプレス (Wingo xprs) （タンペレ、オウル）
- エア・バルティック （オウル、リガ、タリン）
- ジェット航空 （グダニスク）
- シンバースターリング (Cimber Sterling)  （コペンハーゲン）
- スカンジナビア航空 （コペンハーゲン）
- トゥルク航空 （マリエハムン）
- ノルディック・リージョナル・エアラインズ （ヘルシンキ、キッティラ）
- フィンエアー （ヘルシンキ）
- ブルーワン （ストックホルム(アーランダ)）

### 第2ターミナル発着
- ウィズエアー （グダニスク、ブダペスト）
- ライアンエアー （ロンドン・スタンステッド空港、バルセロナ（ジローナ）、ブリュッセル・サウスシャルルロワ空港、マラガ＝コスタ・デル・ソル空港）

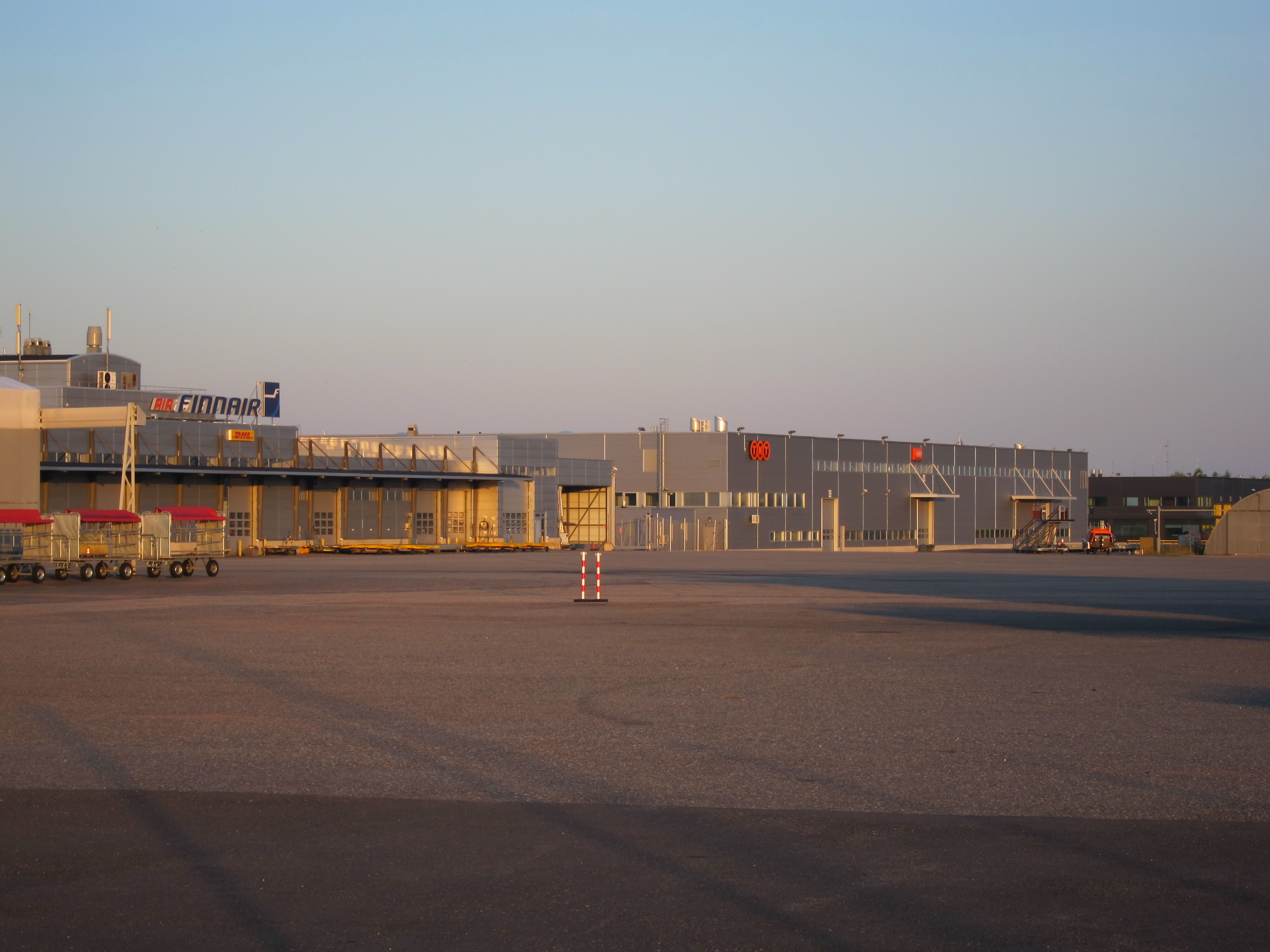
担当

### 貨物便
- DHLアビエーション
- ASL航空ベルギー
- トゥルク航空

### かつて就航していた都市
- ウィンゴエクスプレス（ストックホルム(ブロンマ)）
- Air Botnia（マリエハムン、オウル、ヴァーサ）
- フィンエアー （マリエハムン、オウル、タンペレ、ストックホルム(アーランダ)、オスロ）
- ルフトハンザ・シティーライン （ハンブルク）

## 統計

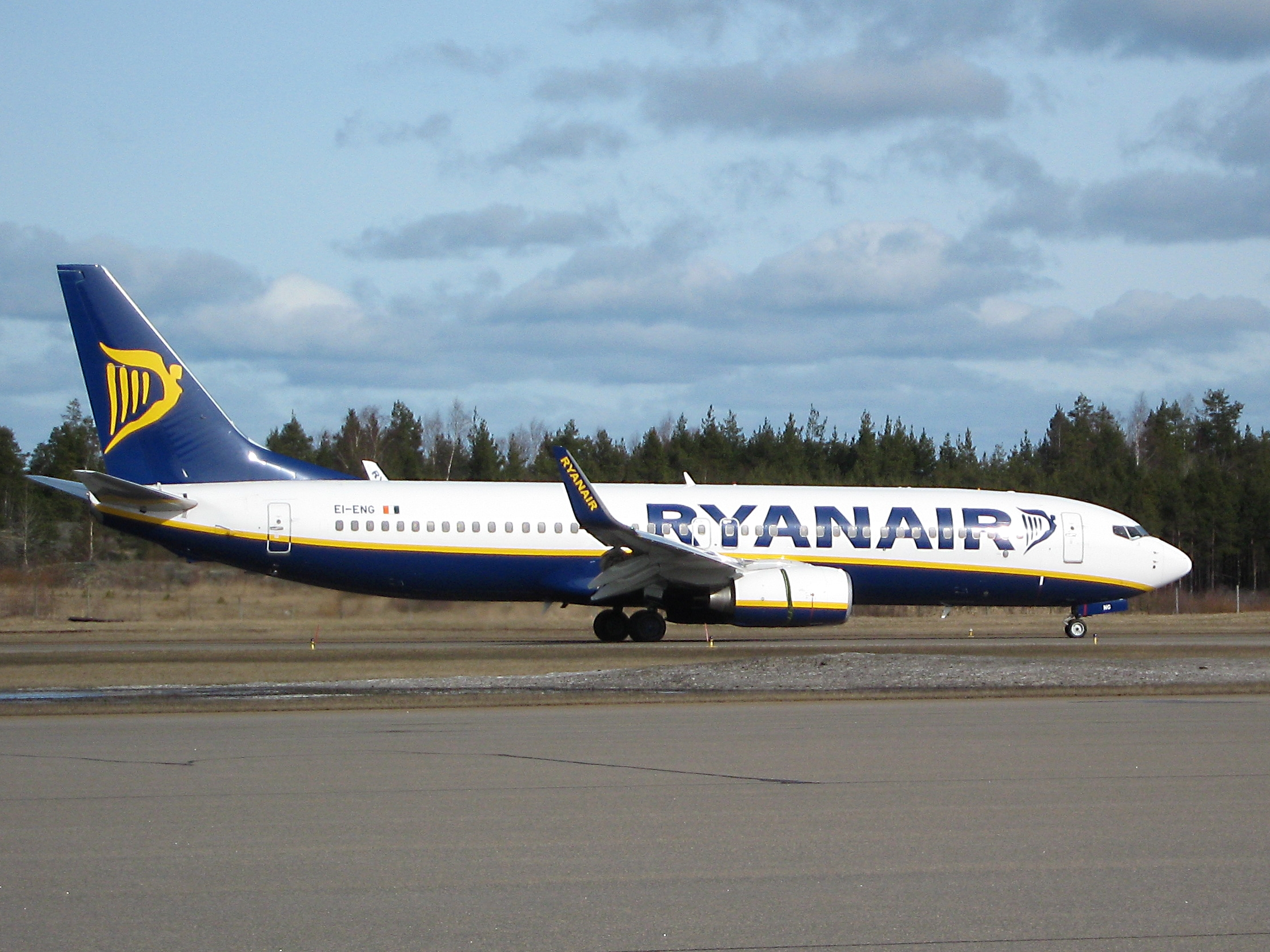
ライアンエアー

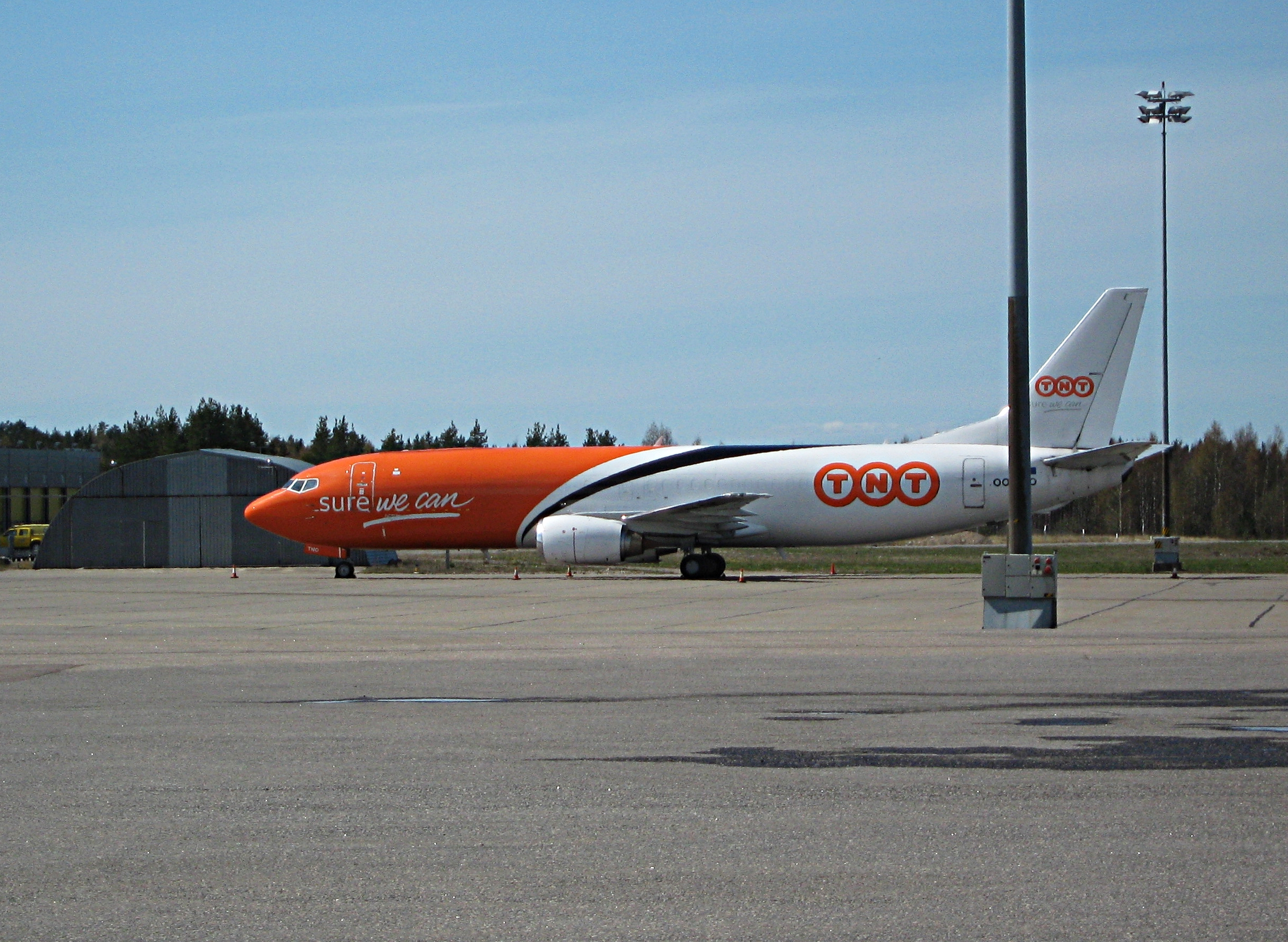
TNT航空（現ASL航空ベルギー）

| 年   | 国内旅客 | 国際旅客 | 計      | 対前年比 |
| ---- | -------- | -------- | ------- | -------- |
| 2011 | 116 631  | 260 902  | 377 533 | +5.7%    |
| 2010 | 104 533  | 252 726  | 357 259 | +28.5%   |
| 2009 | 90 746   | 187 275  | 278 021 | -12.6%   |
| 2008 | 102,003  | 216,094  | 318,097 | +3.0%    |
| 2007 | 130,666  | 178,116  | 308,782 | -9.2%    |
| 2006 | 127,582  | 212,338  | 339,920 | +3.6%    |
| 2005 | 119,398  | 208,796  | 328,194 | +2.2%    |

| 年   | 国内貨物 | 国内メール | 国際貨物 | 国際的なメール | 合計運賃とメール | 対前年比 |
| ---- | -------- | ---------- | -------- | -------------- | ---------------- | -------- |
| 2011 | 1        | 1          | 7,852    | 0              | 7,853            | +11,2%   |
| 2010 | 72       | 0          | 6,988    | 0              | 7,061            | +2,1%    |
| 2009 | 157      | 0          | 6,761    | 0              | 6,919            | +47,4%   |
| 2008 | 43       | 0          | 4,650    | 1              | 4,695            | +35,7%   |
| 2007 | 50       | 102        | 3,304    | 3              | 3,459            | +5,5%    |
| 2006 | 132      | 260        | 2,883    | 3              | 3,278            | +9,8%    |